# Utricularia inaequalis
Utricularia inaequalis — вид рослин із родини пухирникових (Lentibulariaceae).

## Біоморфологічна характеристика
Однорічник водяний, трав'яниста рослина, заввишки 8–20 см. Листки вузьколінійні. Квітконіжка прямовисна. Віночкова верхня губа розділена на 2 довгасті частки. Часточок чашечки 2. Квітки фіолетово-пурпурні, здебільшого з вересня по листопад.

## Середовище проживання
Цей вид є ендеміком для південно-західної Австралії (Західна Австралія), де трапляється в прибережних регіонах від Гінгіна до Уолпола, на більшій частині Національного парку Джарра та є ізольована популяція в національному парку Кейп-Ле-Гранд.
Росте на піщаних сезонно затоплених осокових болотах під мелалеукою та евкаліптом; на висотах від 0 до 300 метрів.